# Jarden Kephas

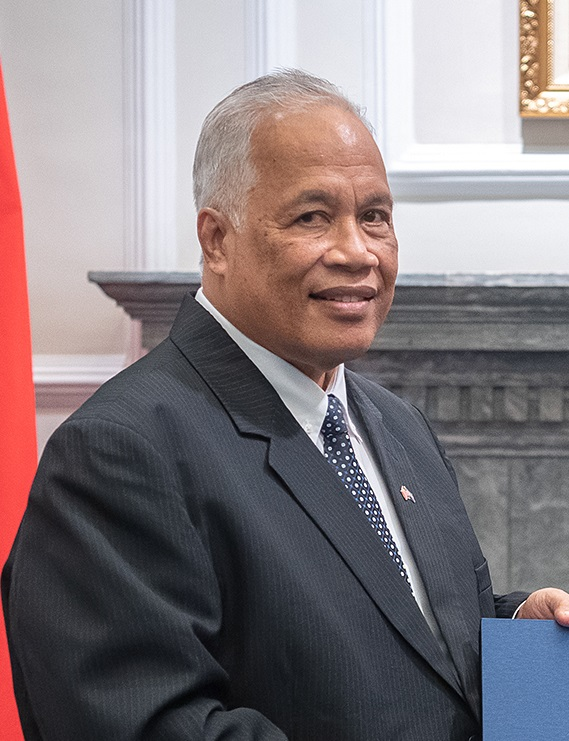
Kephas w 2019 roku.

Jarden Kephas – nauruański dyplomata i przedsiębiorca.
Pracownik ministerstwa edukacji Nauru i ministerstwa spraw zagranicznych Nauru. Delegat Nauru w spotkaniach Międzynarodowej Komisji Wielorybniczej. Był konsulem generalnym Republiki Nauru w Australii (Melbourne). Od 2008 roku jest wysokim komisarzem Republiki Nauru na Fidżi. Jest również przewodniczącym holdingu Eigigu.
Żonaty, ma pięcioro dzieci.